# Liste des sénateurs du Cantal
Voici la liste des sénateurs du département du Cantal, département dans lequel il y a deux sièges.

## Sénateurs du Cantal sous laIIIeRépublique
- Jules Bertrand de 1876 à 1882
- Félix Esquirou de Parieu de 1876 à 1885
- Jean Brugerolle de 1882 à 1884
- Léon Cabanes de 1885 à 1886
- Joseph Cabanes de 1885 à 1891
- Paul Deves de 1886 à 1899
- Albert Baduel de 1891 à 1903
- Francis Charmes de 1900 à 1912
- Eugène Lintilhac de 1903 à 1920
- Gabriel Peschaud de 1912 à 1920
- Noël Cazals de 1921 à 1930
- Frédéric François-Marsal de 1921 à 1930
- Louis Dauzier de 1929 à 1945
- Henri Brunel de 1930 à 1939
- Stanislas de Castellane de 1938 à 1945

## Sénateurs du Cantal sous laIVeRépublique
- Hector Peschaud de 1946 à 1959
- Paul Piales de 1948 à 1959

## Sénateurs du Cantal sous laVeRépublique
- Hector Peschaud de 1959 à 1968
- Paul Piales de 1959 à 1971
- Louis Thioléron de 1968 à 1971
- Jean Mézard de 1971 à 1980
- Paul Malassagne de 1971 à 1989
- Paul Robert de 1980 à 1989
- Roger Rigaudière de 1989 à 1998
- Roger Besse de 1989 à 2008
- Pierre Jarlier de 1998 à 2015
- Jacques Mézard de 2008 à 2017 puis de 2018 à 2019
- Josiane Costes de 2017 à 2018 et de 2019 à 2020
- Bernard Delcros depuis 2015
- Stéphane Sautarel depuis 2020